# 杉原誠人
杉原 誠人（すぎはら まこと、1992年10月31日 - ）は、日本中央競馬会 (JRA) の騎手。美浦トレーニングセンター所属。埼玉県出身。

## 経歴
実家が所沢で小さい頃から父に連れられ東京競馬場に行き、ダイワメジャーが勝った天皇賞（秋）をゴール板の目の前のスタンドで見て騎手を志した。中学時代は野球部に所属した。
2011年に美浦・藤沢和雄厩舎からデビュー。競馬学校27期生で、同期に横山和生、嶋田純次、森一馬、藤懸貴志らがいる。
初騎乗に際し、不運が重なり他の同期よりデビューが遅れ、2011年3月26日の小倉競馬第8競走のクルタナ（藤沢和雄厩舎管理馬）でようやくデビューした。これは、本来デビュー予定の3月5日・6日に騎乗予定だった馬が除外となり、更に翌週は出走が決まったものの、3月11日に発生した東日本大震災で中央競馬が中止になったことによるものである。
初勝利は同年5月14日、新潟競馬第6競走（芝1000m)でクリノトルネードに騎乗し23戦目で挙げた。インタビューで「素直に嬉しいです。1000m直線コースは自信を持って乗れました。あっと言う間の1000mで楽しかったです」とコメントした。同年9月11日、京成杯オータムハンデで重賞初騎乗（フライングアップルで12着）。
2013年1月21日、高知競馬場で行われた第27回全日本新人王争覇戦で優勝。11月16日の福島競馬7R・8Rで勝利、翌17日は4R・6R・7Rで勝利し、年間21勝のうち5勝を2日で挙げる活躍を見せた。
8度目の重賞挑戦となった2014年のフローラステークスではマジックタイムに騎乗（当初は後藤浩輝騎手が騎乗予定だったが、直前のレースで落馬負傷し騎乗不可能となり、急遽の騎乗となった）し、平場でもほとんどない1番人気に推されたが6着に敗れた。
2017年6月30日に一般女性と結婚。2018年7月23日に第1子となる男の子が誕生した。
2019年4月21日、福島9Rをコンダクトレスで制し、JRA通算100勝を達成した。
2022年2月28日をもって藤沢和雄厩舎が定年により解散するため、翌3月1日付けでフリーとなる。7月31日に新潟競馬場で行われたアイビスサマーダッシュをビリーバーに騎乗して勝利し、デビュー12年目にして自身初の重賞制覇となった。
2023年1月9日に中山競馬場で行われたフェアリーステークスをキタウイングで勝利した。
2024年2月18日に小倉競馬場で行われた小倉大賞典をエピファニーで勝利した。
2025年小倉競馬場で行われた同年新設重賞である小倉牝馬ステークスをシンティレーションで勝利。丹内祐次騎乗のフェアエールングと同着での勝利となった。

## エピソード
調教で騎乗した馬で最も印象に残っているのはコディーノ。初めて芝で追い切った時に、ストライドが大きく馬体が前後にちぎれるんじゃないかと驚いたほどで、クラシックの頃に主戦の横山典弘から「すごく乗りやすくなった。お前のおかげだな」と言われたのが嬉しかったという。
普段調教をつけているグランアレグリアが2020年に池添謙一の騎乗で安田記念を制した際には、池添から「いい状態に仕上げてくれたことに感謝したい」「コロナが落ち着いたら約束通り、たらふくごちそうしてあげます」という言葉を贈られた。
ハロウィン当日が誕生日であり、2016年には初めて渋谷でヴァンパイアの仮装に挑戦した。
好きな芸能人は乃木坂46で、推しメンバーは白石麻衣をあげている。

## 主な騎乗馬
- ビリーバー（2022年アイビスサマーダッシュ）[13]
- キタウイング（2023年フェアリーステークス）[14]
- エピファニー（2024年小倉大賞典）
- シンティレーション（2025年小倉牝馬ステークス）フェアエールングと同着
- ファウストラーゼン（2025年弥生賞ディープインパクト記念）

## 騎乗成績
|            | 日付           | 競馬場・開催  | 競走名           | 馬名               | 頭数 | 人気 | 着順 |
| ---------- | -------------- | ------------- | ---------------- | ------------------ | ---- | ---- | ---- |
| 初騎乗     | 2011年3月26日  | 2回小倉5日8R  | 4歳上500万円下   | クルタナ           | 16頭 | 6    | 5着  |
| 初勝利     | 2011年5月14日  | 1回新潟7日6R  | 3歳未勝利        | クリノトルネード   | 16頭 | 2    | 1着  |
| 重賞初騎乗 | 2011年9月11日  | 4回中山2日11R | 京成杯AH         | フライングアップル | 14頭 | 14   | 12着 |
| 重賞初勝利 | 2022年7月31日  | 2回新潟2日11R | アイビスSD       | ビリーバー         | 18頭 | 7    | 1着  |
| GI初騎乗   | 2016年11月13日 | 5回京都4日11R | エリザベス女王杯 | プロレタリアト     | 15頭 | 15   | 14着 |

| 年度   | 1着 | 2着 | 3着 | 騎乗数 | 勝率 | 連対率 | 複勝率 |
| ------ | --- | --- | --- | ------ | ---- | ------ | ------ |
| 2011年 | 7   | 8   | 8   | 237    | .030 | .063   | .097   |
| 2012年 | 22  | 16  | 19  | 552    | .040 | .069   | .103   |
| 2013年 | 21  | 27  | 22  | 459    | .046 | .105   | .153   |
| 2014年 | 11  | 21  | 11  | 312    | .035 | .103   | .138   |
| 2015年 | 9   | 10  | 12  | 243    | .037 | .078   | .128   |
| 2016年 | 8   | 15  | 7   | 217    | .037 | .0106  | .138   |
| 2017年 | 8   | 9   | 13  | 249    | .032 | .068   | .120   |
| 2018年 | 12  | 8   | 7   | 269    | .045 | .074   | .100   |
| 2019年 | 6   | 4   | 7   | 202    | .030 | .050   | .084   |
| 2020年 | 14  | 6   | 18  | 284    | .049 | .070   | .134   |
| 2021年 | 9   | 15  | 19  | 348    | .026 | .069   | .124   |
| 2022年 | 12  | 15  | 15  | 348    | .034 | .078   | .121   |
| 2023年 | 13  | 14  | 18  | 420    | .031 | .064   | .107   |
| 2024年 | 17  | 17  | 28  | 395    | .043 | .086   | .157   |
| 中央   | 169 | 185 | 204 | 4535   | .037 | .078   | .123   |
| 地方   | 1   | 1   | 1   | 15     | .067 | .133   | .200   |